# Bactrocera mcgregori
Bactrocera mcgregori
 es una especie de díptero que Mario Bezzi describió por primera vez en 1919. Pertenece al género Bactrocera de la familia Tephritidae.  